# Netelia opacula
Netelia opacula là một loài tò vò trong họ Ichneumonidae.